# Grapen

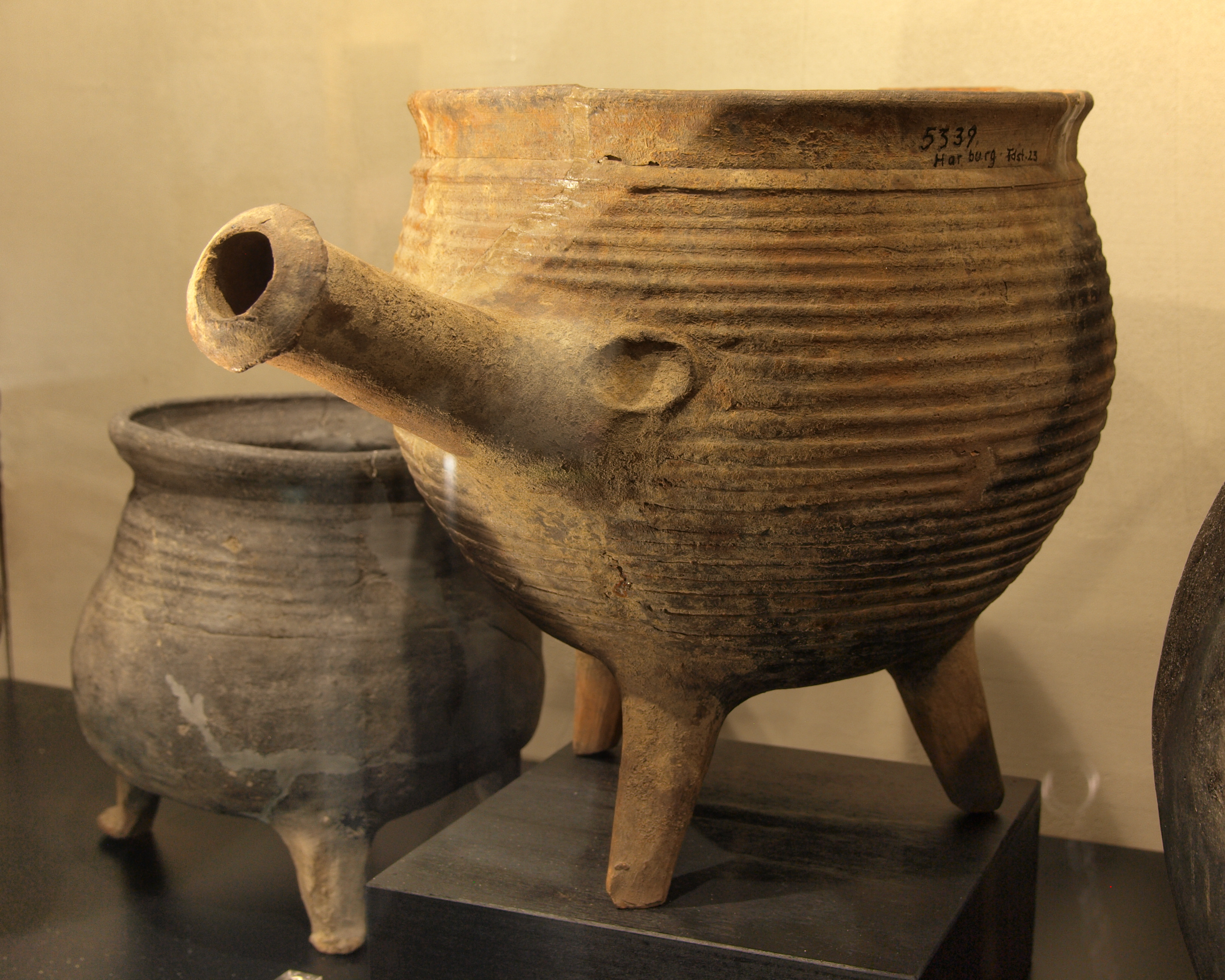
Links ein Grapen, rechts ein Stielgrapen aus Hamburg um 1200–1400 n. Chr.

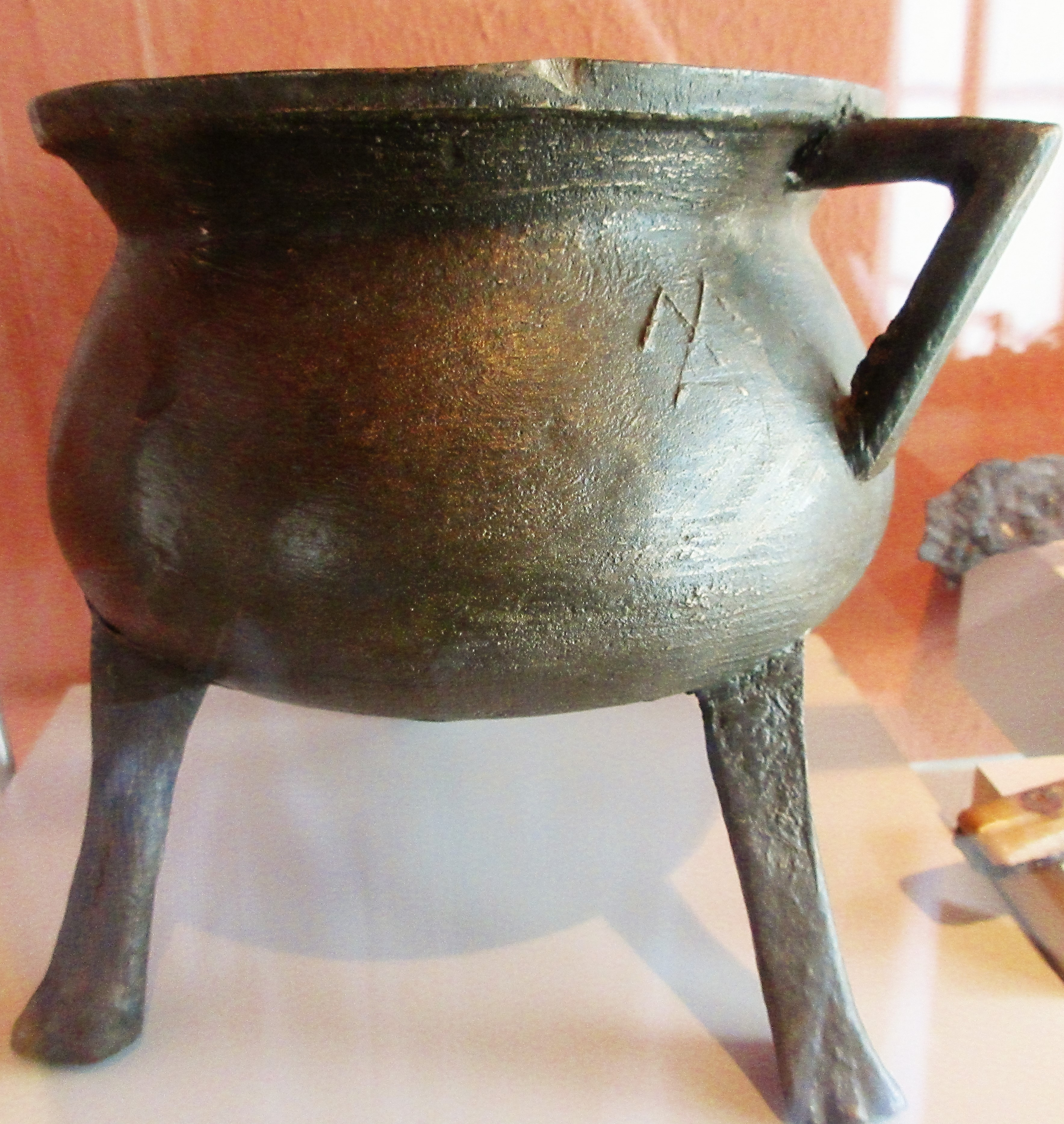
Grapen aus Bronze mit Gießermarke, 15. Jahrhundert

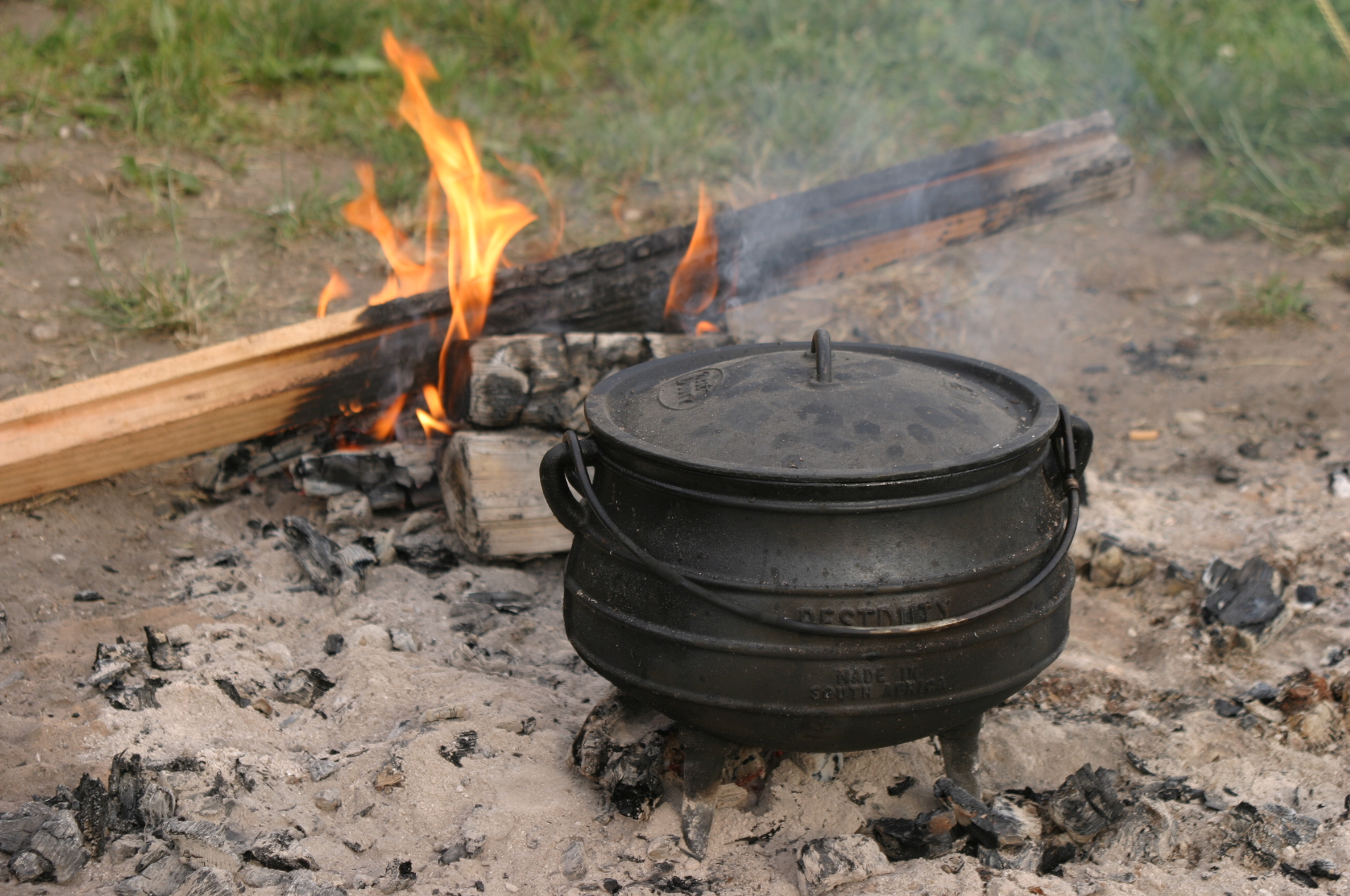
Grapen in der Glut eines Feuers

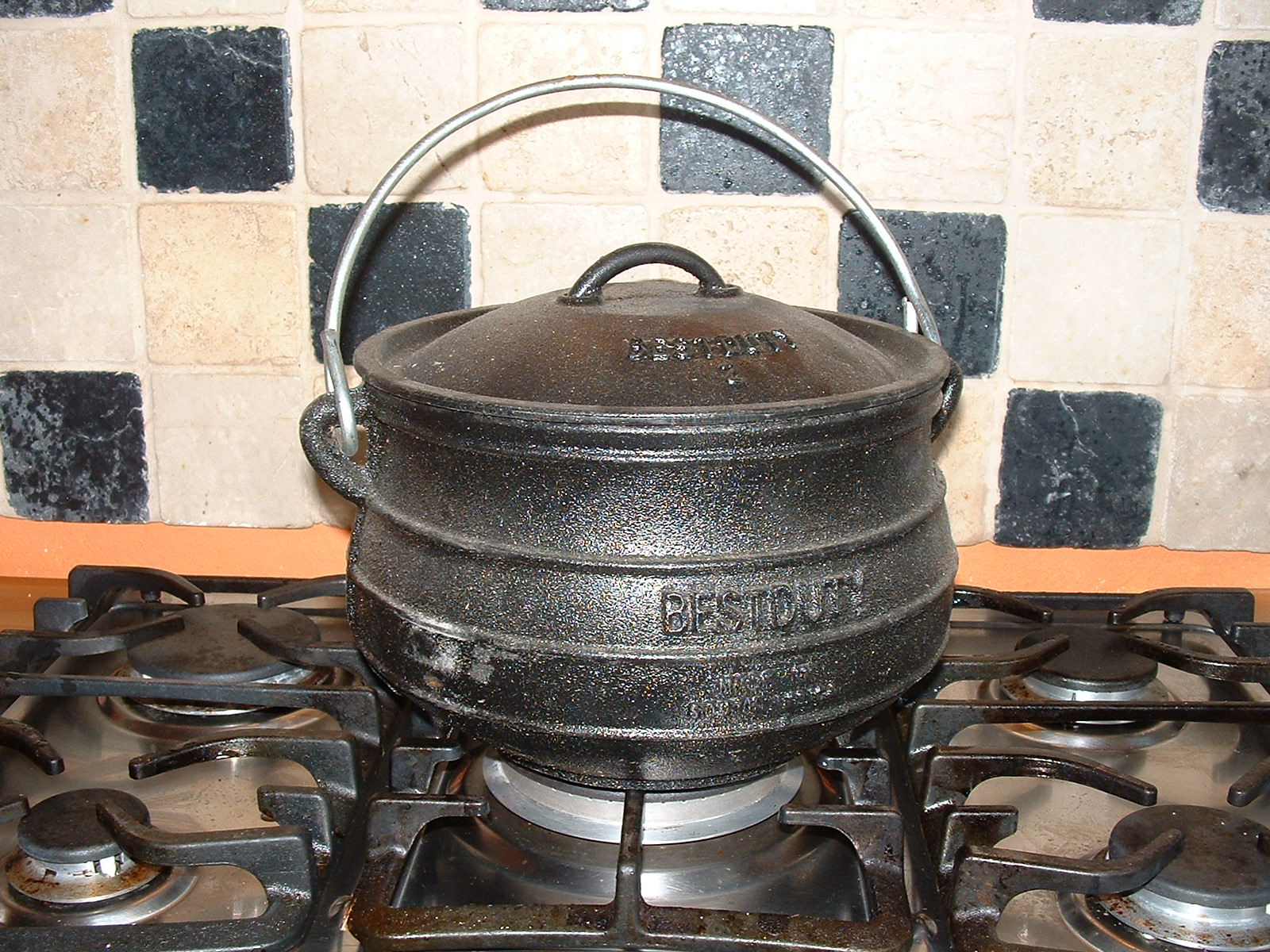
Dutch oven auf einem Gasherd

Ein Grapen (auch Grape, Grappe, Grappen, Grope, Gropen, Gröppe, Groppe, Groppen) ist ein im 12. Jahrhundert entstandenes historisches Küchengerät (Kochgeschirr).

## Form und Funktion
Grapen waren zunächst irdene, später auch bronzene Töpfe oder Kochkessel. Sie besitzen üblicherweise die Form einer leicht gedrückten Kugel mit schräg nach außen gezogenem Rand und drei Standfüßen. Zwei Henkel erlauben die Aufhängung an einem Bügel. Damit können Grapen auch an einem höhenverstellbaren Kesselhaken (Hal) über eine offene Feuerstelle gehängt werden. Es sind auch Exemplare mit nur einem Henkel bekannt.
Die runde, bauchige Form und die drei Beine ermöglichen es auch, den Topf direkt in die Glut des offenen Feuers einer Kochstelle zu stellen. Die relativ hohe Masse des Topfes verteilt die Hitze auf die innere Oberfläche und gibt sie langsam und gleichmäßig an das Gargut ab.

## Geschichte
Der Grapen entstand als eigenständige Gefäßform im 12. Jahrhundert. Die älteren Grapen waren zumeist aus Ton gefertigt. Die Grapen aus Bronze wurden mittels eines Wachsmodells in einer verlorenen Form gegossen. Im 13. Jahrhundert verwendeten die Gießer zweiteilige Formen, die mehrfach benutzt werden konnten. 1676 bildeten die "Gröppengießer" zusammen mit Schmieden, Messerschmieden, Kupferschlägern, Rot- und Glockengießern eine Zunft im hessischen Homberg/Efze. Ab dem 18. Jahrhundert ging die Bedeutung von Grapen in der Küche rasch zurück: Die Verwendung billigerer Metalle, vor allem von Gusseisen, und vor allem die Entwicklung des geschlossenen Küchenherdes, führten zu neuen Topfformen. Nur auf dem Lande hielten sich Dreifußtöpfe und im südlichen Dänemark und nördlichen Schleswig-Holstein keramische Jydepötte noch bis in die Mitte des 19. Jahrhunderts.
Ähnliche Töpfe sind unter dem Namen Dutch oven (USA) beziehungsweise Camp Oven (Australien) oder Potjie (Südafrika und Namibia) bekannt und wurden dort von europäischen Siedlern eingeführt. Diese Varianten haben grundsätzlich einen Deckel.
Bis in die Gegenwart werden solche Gefäße in Westafrika hergestellt und verwendet. Während die Form eine hohe Übereinstimmung mit den alten europäischen Formen aufweist, verwenden die Metallgießer in Westafrika Aluminium.

## Heraldik
Der Grapen – marmite (französisch), three-legged pot (englisch) – selten die Grape, hat auch in die Heraldik als eine gemeine Figur Einzug gehalten. Besonders in Wappen der brandenburgischen, pommerschen und ostpreußischen Heraldik hat der Grapen seine Verbreitung. Auch als Wappenfigur für redende Wappen bietet sich der Wortstamm an: zum Beispiel im Wappen der pommerschen Familie von Grape, für Familiennamen wie Grapengießer und Grappendorf, sowie im Wappen des nordhessischen Adelsgeschlecht der Groppe von Gudenberg.

Gräpel
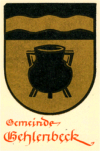
Gehlenbeck
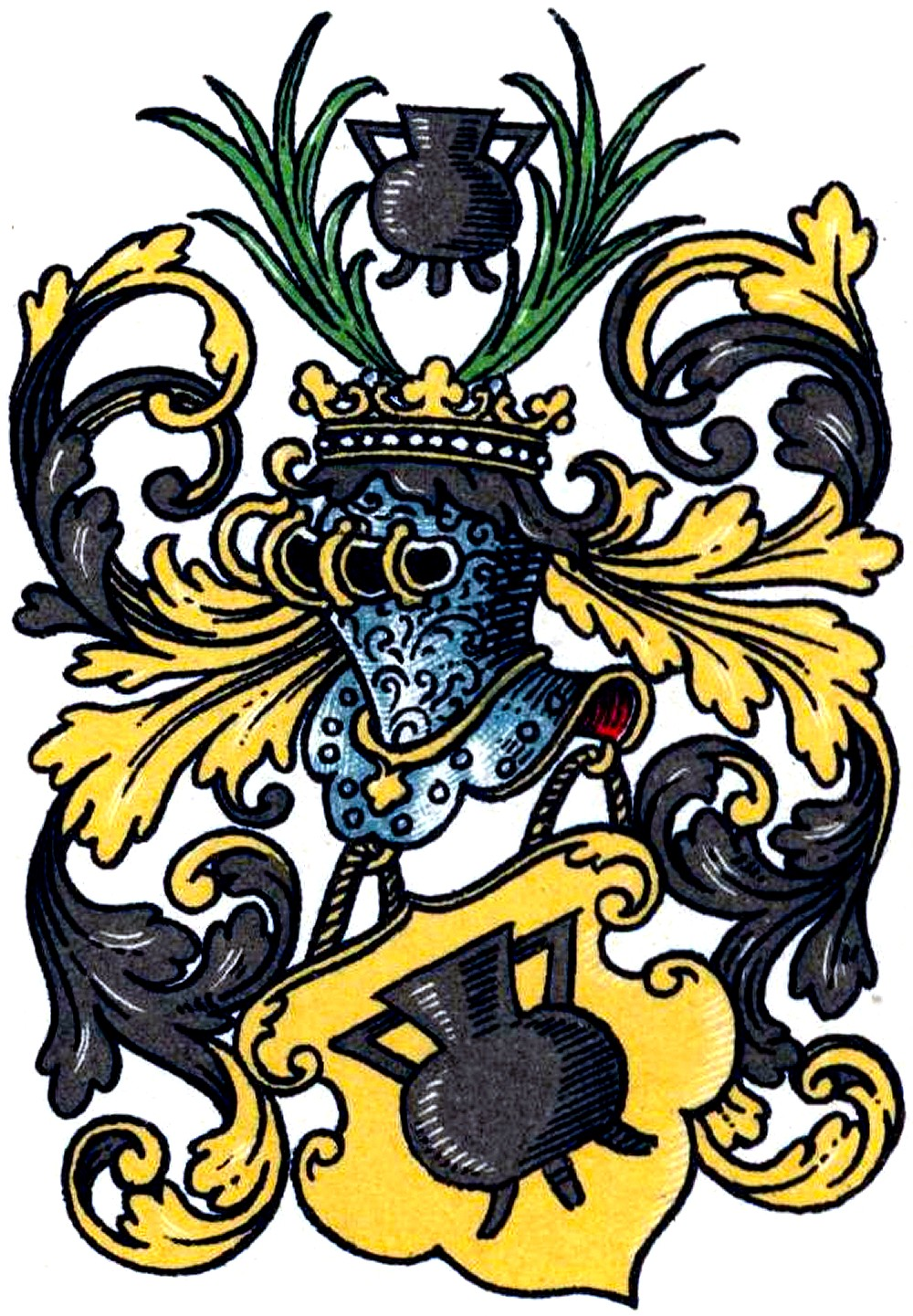
Wappen derer von Grapendorf
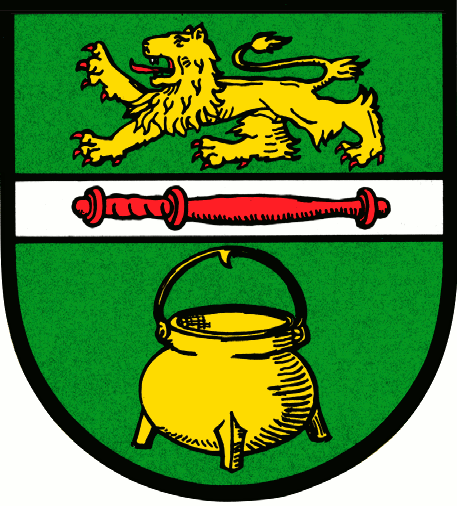
Samtgemeinde Wathlingen
Wathlingen